# Culicoides enderleini
Culicoides enderleini är en tvåvingeart som beskrevs av Cornet och Jacques Brunhes 1994. Culicoides enderleini ingår i släktet Culicoides och familjen svidknott.
Artens utbredningsområde är Senegal. Inga underarter finns listade i Catalogue of Life.